# Iglesia de Sant Andreu
La iglesia de Sant Andreu es una pequeña iglesia situada en Andorra la Vieja, en Andorra, cerca del antiguo camino real que iba de la capital del principado hacia el valle del Valira de la Massana. De origen románico, fue construida entre los siglos XI y XII, aunque sufrió posteriores transformaciones y fue totalmente reconstruida en 1958, debido a su estado ruinoso. Está registrada como Bien de Interés Cultural de Andorra.

## Descripción

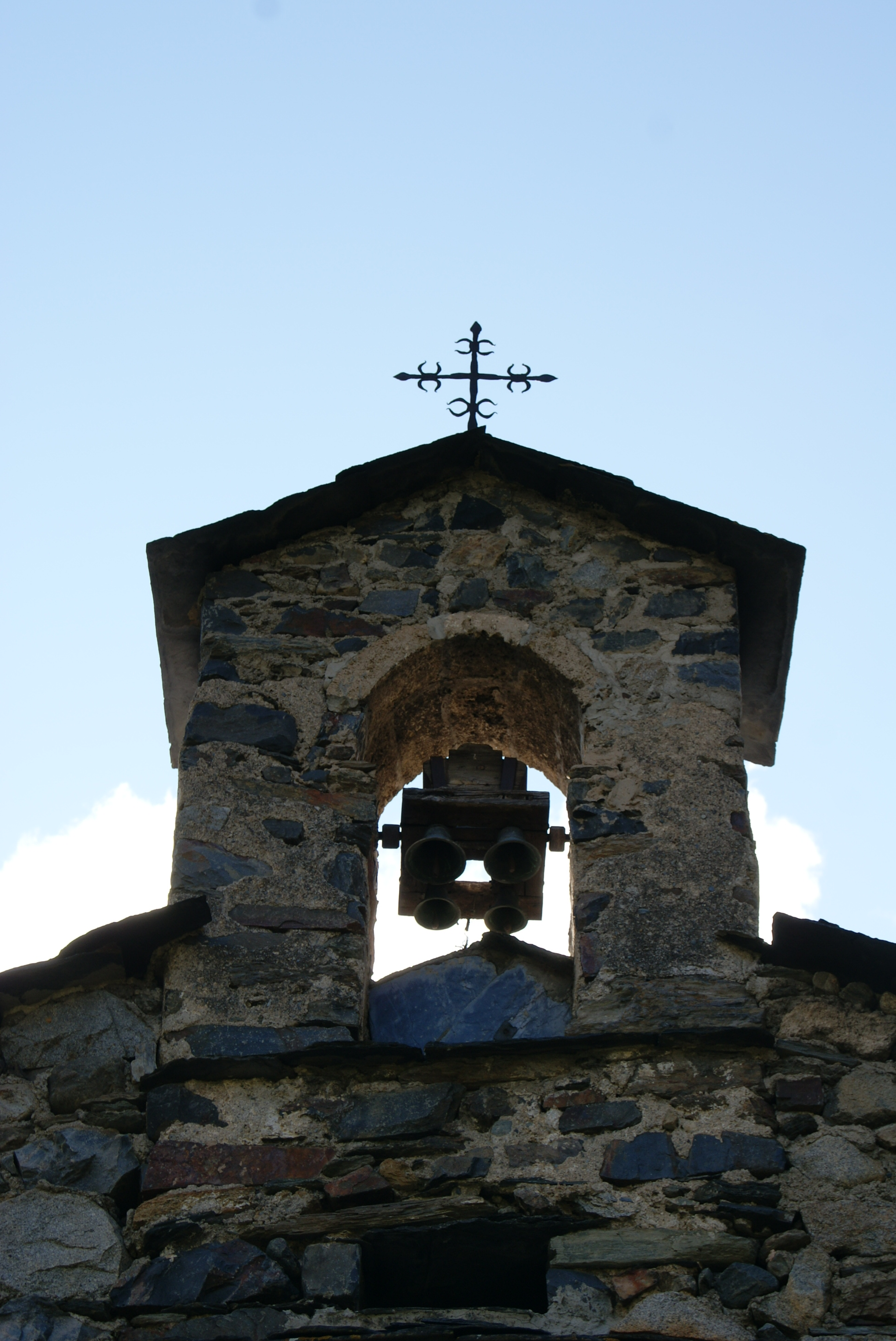
Vista del campanario de espadaña con un solo ojo.

La capilla, de origen románico, fue edificada con muros formados por bloques de masonería esculpidos, de forma irregular, y originalmente tenía la puerta de entrada —con arco de medio punto— en el muro orientado al sur; contemporáneamente se abrió otra puerta de acceso, en la pared oeste y protegida por un porche, que es la que se utiliza en el presente. Consta de una sola nave, con cubierta a dos vertientes, de planta rectangular prolongada al este por un ábside semicircular —cubierto por un cuarto de esfera— y un pequeño campanario de espadaña situado sobre el arco presbiteral en la intersección del ábside con la nave.
De la orfebrería de origen románico proveniente de la iglesia se conserva, en el Museo Episcopal de Vich, un relicario con forma de arqueta del siglo XII.